# Седзьсия
Седзьсия — река в России, протекает в Косинском районе Пермского края. Правый приток реки Сия.

## География
Река Седзьсия протекает через леса вдали от населённых пунктов. Вблизи устья принимает воды своего основного левого притока, реки Шерсия. Устье реки находится в 7,2 км по правому берегу реки Сия. Длина реки составляет 15 км.

## Данные водного реестра
По данным государственного водного реестра России относится к Камскому бассейновому округу, водохозяйственный участок реки — Кама от истока до водомерного поста у села Бондюг, речной подбассейн реки — бассейны притоков Камы до впадения Белой. Речной бассейн реки — Кама.
По данным геоинформационной системы водохозяйственного районирования территории РФ, подготовленной Федеральным агентством водных ресурсов:
- Код водного объекта в государственном водном реестре — 10010100112111100002805
- Код по гидрологической изученности (ГИ) — 111100280
- Код бассейна — 10.01.01.001
- Номер тома по ГИ — 11
- Выпуск по ГИ — 1